# Gare d'Eine
La gare d'Eine est une gare ferroviaire belge de la ligne 86, de Basècles-Carrières à De Pinte. Elle est située à Eine, section du territoire de la ville d'Audenarde, dans la province de Flandre-Orientale en Région flamande.
Mise en service en 1857 par la Compagnie du chemin de fer Hainaut et Flandres, c'est une halte de la Société nationale des chemins de fer belges (SNCB), desservie par des trains omnibus (L) et heure de pointe (P).

## Situation ferroviaire
Établie à 12 mètres d'altitude, la gare d'Eine est située au point kilométrique (PK) 16,482 de la ligne 86, de Basècles-Carrières à De Pinte, entre les gares d'Audenarde et de Zingem.

## Histoire
La « gare d'Eyne », ou « Eine », est mise en service le 28 juin 1857 par la Compagnie du chemin de fer Hainaut et Flandres, lorsqu'elle ouvre à l'exploitation les 18 km de la section d'Audenarde à la Pinte, de sa ligne de Saint-Ghislain à Gand.
En 1918, les bâtiments de la gare sont gravement endommagés et doivent être démolis. De nouveaux bâtiments furent érigés après le conflit.
Les guichets ferment le 23 mai 1993 ; le bâtiment principal est vendu et sert de logement et d'agence immobilière.
En octobre 2018, lors du comptage visuel annuel des voyageurs, la gare enregistre une fréquentation de 172 100 voyageurs/an.

## Service des voyageurs

### Accueil
Halte SNCB, c'est un point d'arrêt non géré (PANG) à accès libre. Elle dispose d'un quai, avec abris, le long de la voie unique.

### Desserte
Eine est desservie par des trains Suburbains (S51) et d'Heure de pointe (P) de la SNCB, circulant sur la ligne commerciale 86 (voir brochure SNCB).
En semaine, la desserte est constituée de trains S51 entre Renaix, Audenarde, Gand-Saint-Pierre et Eeklo, cadencés à l'heure, renforcés par :
- deux trains P entre Renaix, Gand-Saint-Pierre et Grammont (le matin, retour l’après-midi) ;
- un train S51 entre Renaix et Gand-Saint-Pierre (le matin, retour l’après-midi) ;
- un train P entre Grammont et Gand-Saint-Pierre (le matin, retour vers midi).

Les week-ends, seuls circulent les trains S51 entre Renaix et Eklo, à la fréquence d'un train par heure le samedi et d'un toutes les deux heures les dimanches et jours fériés.

### Intermodalité
Un parc pour les vélos et un parking pour les véhicules y sont aménagés.
Des arrêts de bus, situés à environ 200 mètres, sont desservis par les bus des lignes 44, 46 et 47.

## Comptage voyageurs
Ce graphique et tableau montre le nombre de voyageurs embarquant en moyenne durant la semaine, le samedi et le dimanche.
| Nombre de passagers qui embarquent à la gare d'Eine | Nombre de passagers qui embarquent à la gare d'Eine | Nombre de passagers qui embarquent à la gare d'Eine | Nombre de passagers qui embarquent à la gare d'Eine |
|                                                     | Semaine                                             | Samedi                                              | Dimanche                                            |
| --------------------------------------------------- | --------------------------------------------------- | --------------------------------------------------- | --------------------------------------------------- |
| 1977                                                | 262                                                 | 32                                                  | 31                                                  |
| 1978                                                | 292                                                 | 40                                                  | 28                                                  |
| 1979                                                | 273                                                 | 44                                                  | 22                                                  |
| 1980                                                | 292                                                 | 35                                                  | 43                                                  |
| 1981                                                | 298                                                 | 39                                                  | 22                                                  |
| 1982                                                | 295                                                 | 34                                                  | 32                                                  |
| 1983                                                | 311                                                 | 38                                                  | 29                                                  |
| 1984                                                | 222                                                 | 25                                                  | 25                                                  |
| 1985                                                | 169                                                 | 32                                                  | 23                                                  |
| 1986                                                | 177                                                 | 30                                                  | 27                                                  |
| 1987                                                | 201                                                 | 28                                                  | 21                                                  |
| 1988                                                | 288                                                 | 46                                                  | 45                                                  |
| 1989                                                | 260                                                 | 54                                                  | 37                                                  |
| 1990                                                | 333                                                 | 61                                                  | 53                                                  |
| 1991                                                | 299                                                 | 61                                                  | 51                                                  |
| 1992                                                | 341                                                 | 65                                                  | 27                                                  |
| 1993                                                | 295                                                 | 74                                                  | 49                                                  |
| 1994                                                | 294                                                 | 46                                                  | 72                                                  |
| 1995                                                | 273                                                 | 60                                                  | 34                                                  |
| 1996                                                | 320                                                 | 47                                                  | 38                                                  |
| 1997                                                | 331                                                 | 59                                                  | 39                                                  |
| 1998                                                | 349                                                 | 38                                                  | 39                                                  |
| 1999                                                | 281                                                 | 55                                                  | 36                                                  |
| 2000                                                | 306                                                 | 54                                                  | 41                                                  |
| 2001                                                | 276                                                 | 34                                                  | 54                                                  |
| 2002                                                | 274                                                 | 58                                                  | 50                                                  |
| 2003                                                | 262                                                 | 74                                                  | 63                                                  |
| 2004                                                | 290                                                 | 67                                                  | 75                                                  |
| 2005                                                | 287                                                 | 69                                                  | 64                                                  |
| 2006                                                | 299                                                 | 64                                                  | 72                                                  |
| 2007                                                | 361                                                 | 69                                                  | 63                                                  |
| 2008                                                | -                                                   | -                                                   | -                                                   |
| 2009                                                | 380                                                 | 81                                                  | 68                                                  |
| 2010                                                | -                                                   | -                                                   | -                                                   |
| 2011                                                | -                                                   | -                                                   | -                                                   |
| 2012                                                | 448                                                 | 63                                                  | 82                                                  |
| 2013                                                | 413                                                 | 57                                                  | 64                                                  |
| 2014                                                | 378                                                 | 56                                                  | 96                                                  |
| 2015                                                | 296                                                 | 83                                                  | 66                                                  |
| 2016                                                | 332                                                 | 75                                                  | 90                                                  |
| 2017                                                | 443                                                 | 85                                                  | 74                                                  |
| 2018                                                | 443                                                 | 144                                                 | 92                                                  |
| 2019                                                | 491                                                 | 107                                                 | 64                                                  |
| 2020                                                | 248                                                 | 94                                                  | 75                                                  |
| 2021                                                | -                                                   | -                                                   | -                                                   |
| 2022                                                | 316                                                 | 151                                                 | 91                                                  |
| 2023                                                | 310                                                 | 129                                                 | 68                                                  |
| 2024                                                | 380                                                 | 115                                                 | 94                                                  |

## Patrimoine ferroviaire

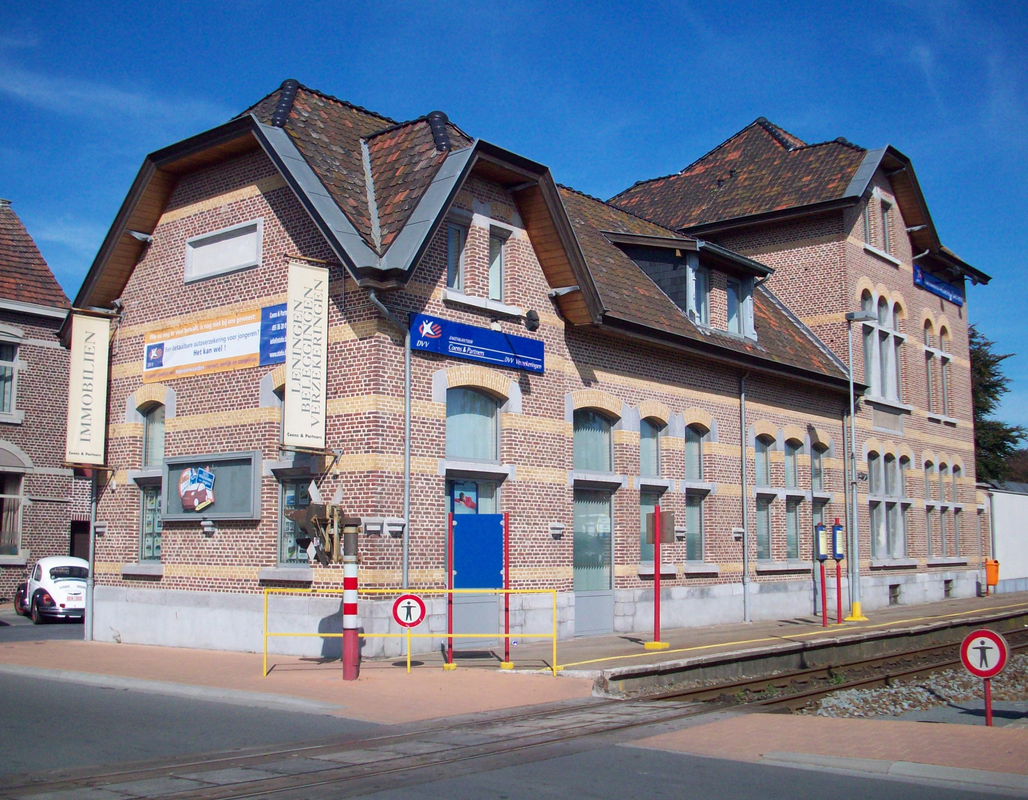
Ancien bâtiment de la gare, reconverti en agence immobilière.

L’ancien bâtiment voyageurs est toujours présent à côté du passage à niveau ; il est inscrit au patrimoine architectural flamand depuis 2009 et accueille une agence immobilière ; la façade a été restaurée mais les portes et fenêtres d'origine n'ont pas été conservées.
Le premier bâtiment de la gare fut gravement endommagé en 1918, à la fin de la Première Guerre mondiale, et démoli par la suite ; il était identique à celui de la gare de Gavere-Asper, qui existe toujours.
En remplacement, les architectes N. Richard en A. Desmet construisirent à Eine un bâtiment type "reconstruction" doté d'un logement de fonction à étage et d'une aile basse qui servait de guichet, de salle d'attente et de magasin pour les colis. La façade est en brique brune agrémentée de pierre et de brique jaune ; la toiture possède de nombreuses demi-croupes.
La maison de garde-barrière, située en face du bâtiment principal, a également du être reconstruite après 1918 ; ce bâtiment, qui diffère du plan standard et emploie les mêmes briques brunes et jaunes que la gare, a été démoli à la fin des années 2000 au profit d'immeubles d'appartements.